# Visok
Le Visok (en serbe cyrillique : Висок) est une région située au sud-est de la Serbie.
La localité la plus importante de la région de Visok est Dimitrovgrad.
La région est connue pour ses nombreuses chutes d'eau. La chute de Pilj (en serbe cyrillique : Пиљски водопад), découverte en 2002, est la deuxième plus imposante chute d'eau de Serbie. Elle mesure entre 64, et 65,5 mètres. Parmi les autres chutes, on peut citer celles de Čungulj, de  Kurtulj et de Tupavica.